# Despotismo
Despotismo (em grego:  δεσπότης, 'mestre') é uma forma de governo na qual uma única entidade governa com poder absoluto. O poder se estabelece sempre a uma entidade individual, sem se deixar confundir com uma autocracia onde o poder pode estar concentrado em um líder, um comitê, um partido, uma assembleia, etc. Ou como uma oligarquia em que o poder político está concentrado num pequeno número pertencente a uma mesma família, um mesmo partido político ou grupo económico ou corporação visando os interesses próprios. O despotismo constitui uma das formas mais autoritárias de se governar um Estado ou uma nação.

## História
Diferentemente da ditadura ou da tirania, este não depende de o governante ter condições de se sobrepor ao povo, mas sim de o povo não ter condições de se expressar e auto-governar, deixando o poder nas mãos de apenas um, por medo e/ou por não saber o que fazer. No Despotismo, segundo Montesquieu, apenas um só governa, sem leis e sem regras, arrebata tudo sob a sua vontade e seu capricho.
Vigorava em realezas existentes antes dos gregos, cretenses, micênicos, impérios orientais, etc. A autoridade era pessoal e arbitrária do patriarca sobre uma comunidade. Com o crescimento demográfico através dos casamentos, expansões territoriais causadas pelas conquistas militares,  e divisão social do trabalho pelas funções domésticas exercidas pelas mulheres e o trabalho escravo exercido por prisioneiros de guerras, passou a existir repartições de funções. Os delegados do patriarca e conselheiros o ajudavam a exercer controle cerrado sobre seus súditos e sobre aqueles que usufruíam de suas terras.
O despotismo é, sem dúvida, a forma mais simples de governo. É baseado em um conceito simples: o poder detém a razão. Numa sociedade despótica, o poder é mantido inquestionavelmente por aqueles que detêm o poder sobre as forças armadas e consequentemente, podem reforçar suas ordens. Por causa da opressão experimentada neste tipo de regime, os déspotas frequentemente percebem que sua aptidão para controlar a população é proporcional ao uso de tropas armadas nas cidades e nas cidades em que as pessoas moram. Uma característica típica do despotismo destacada por Tocqueville é a falta de ligação entre os governados. Em seu livro Democracia na America Cap. IV: "O despotismo, que, por sua natureza, é temeroso, vê no isolamento dos homens a mais segura garantia de sua duração".

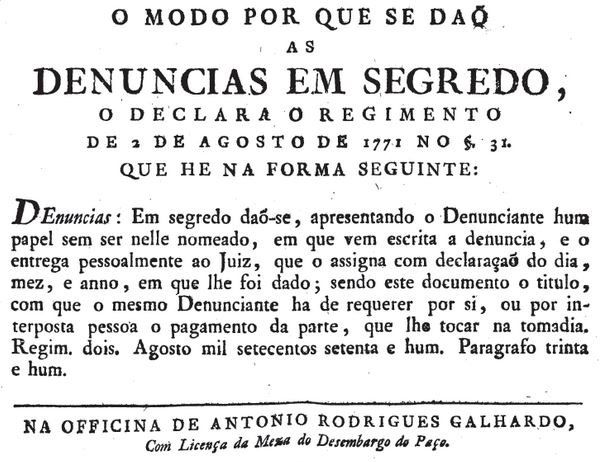
Panfleto da época do Marquês de Pombal indicando o modo de receber o pagamento por denúncias anónimas. (Lei de 2 de Agosto de 1771, §31)

Além disso, por ser uma forma de governo tão centralizada, o despotismo tem dificuldades de combater eficazmente rebeliões e impedir o desvio de finanças do Estado se seu território crescer demasiadamente. Déspotas pagam um preço alto demais pelo desperdício e corrupção em suas sociedades. E, com o desenvolvimento de formas de governo mais sofisticadas, déspotas se dão conta de que dar um golpe de estado é necessário para aumentar o crescimento.
Déspota é uma qualificação dada à pessoa que governa de forma arbitrária ou opressora. Muitas vezes atingem o poder pelas vias democráticas ou movimentos populares, mas com o tempo busca enfraquecer as demais instituições, reger leis de interesse próprio e adquirir autoridade absoluta. É o mesmo que ditador, ou seja, o indivíduo que exerce todo o poder político sozinho ou com um pequeno grupo de pessoas sufocando seus opositores.
Déspota Esclarecido é uma junção do absolutismo com as ideias iluministas, recebem este nome pois são tiranos esclarecidos. Grandes déspotas esclarecidos foram: Frederico II da Prússia, Catarina, a Grande, Marquês de Pombal e o imperador José II.

## Grandes déspotas da História
| País                 | Déspota                    | Foto |  |
| -------------------- | -------------------------- | ---- |  |
| Reino da Prússia     | Frederico II da Prússia    |      |  |
| França               | Luís XVI de Bourbon        |      |  |
| França               | Napoleão Bonaparte         |      |  |
| Itália               | Benito Mussolini           |      |  |
| Alemanha             | Adolf Hitler               |      |  |
| União Soviética      | Josef Stalin               |      |  |
| Espanha              | Francisco Franco           |      |  |
| República Dominicana | Leonidas Trujillo          |      |  |
| Uganda               | Idi Amin                   |      |  |
| Paraguai             | Alfredo Stroessner         |      |  |
| Cuba                 | Fulgencio Batista          |      |  |
| Chile                | Augusto Pinochet           |      |  |
| Iraque               | Saddam Hussein             |      |  |
| Coreia do Norte      | Kim Jong-Il                |      |  |
| Turquemenistão       | Gurbanguly Berdimuhammedow |      |  |